# The Clovers
The Clovers zijn een Amerikaanse rhythm-and-blues/doowop zanggroep die een van de best verkopende acts van de jaren 1950 werd. Ze hadden een top 30 Amerikaanse hit in 1959 met het nummer Love Potion No. 9 van Leiber en Stoller. De groep werd geformeerd in 1946 aan de Armstrong High School in Washington D.C.. Hun voorbeelden waren groepen als The Orioles en The Ravens. In de loop van hun carrière waren er meerdere personele wijzigingen en de bezetting van de groep varieerde tussen kwintet en trio.

## Oprichting en bezetting
- Harold 'Hal' Lucas (tenor/bariton)
- Billy Shelton (tenor)
- Thomas Woods (bas)
- John 'Buddy' Bailey (tenor)

## Geschiedenis

### 1946 tot 1960
De groep werd in 1946 geformeerd op de Armstrong High School, Washington D.C. door Harold Lucas (bariton), Billy Shelton en Thomas Woods. Aanvankelijk een trio, breidden ze uit tot een kwartet met de toevoeging van John 'Buddy' Bailey (lead) en noemden zichzelf The Four Clovers. Billy Shelton werd in 1948 vervangen door Matthew McQuater (tenor). Als The Four Clovers begon de groep op te treden bij lokale amateurmuziekshows, waaronder de WWDC-amateurshow gepresenteerd door Jack Lowe Endler in het Republic Theatre. Dit bracht hen onder de aandacht van een breder publiek, waaronder Harold Winley (bas) die, nadat hij ze op WWDC had gehoord, besloot zichzelf aan de groep voor te stellen. Tegen het einde van 1948 werd Woods vervangen door Winley. Een kennismaking met Lou Krefetz, een platenverkoper die hun manager werd, leidde tot hun eerste opnamesessie voor Rainbow Records in New York en het uitbrengen van de single Yes Sir, That's My Baby / When You Come Back to Me in november 1950. Tegen het einde van 1950 was Bill Harris (14 april 1925, Nashville) toegetreden als hun gitarist. Zijn blues- en jazz-geïnspireerde spel zou een integraal onderdeel van hun geluid worden. Krefetz bracht ze vervolgens onder de aandacht van Atlantic Records, die ze in februari 1951 contracteerden. The Clovers werden onmiddellijk geboekt door het Shaw Artists-bureau om vanaf 15 februari op te treden in het Apollo Theatre in Harlem.
Een week later, op 22 februari, gingen ze de studio in voor hun eerste opnamesessie voor Atlantic, waaronder de compositie Don't You Know I Love You van Ahmet Ertegun. Het nummer, ondersteund met de standard Skylark, was hun eerste top tien r&b-hit voor het label en bleef vijf maanden in de r&b-hitlijst. Hun tweede opnamesessie resulteerde in het uitbrengen van Fool, Fool, Fool in augustus 1951, dat in september de nummer 1 in de r&b-hitlijst had bereikt. Leadzanger Buddy Bailey van The Clovers werd eind augustus 1951 opgeroepen voor het leger en John Phillip werd ingeschakeld om hem te vervangen. Philip werd al snel vervangen door Charlie White (1930, Washington D.C.), die in de vocale groepen The Dominoes en The Checkers had gezeten. De nummers One Mint Julep (geschreven door Rudy Toombs) en de Ertegun-compositie Middle of the Night (oorspronkelijk uitgebracht als een 10" vinyl single) waren beide top tien hits in de r&b-hitlijst van mei 1952. Hun volgende publicatie Ting-A-Ling piekte op #2 in de Billboard r&b-hitlijst (september 1952) en bereikte #1 in de Billboard Juke Box r&b-hitlijst. Ze volgden dit vroege succes op met een reeks r&b-hits, waaronder Hey Miss Fannie / I Played The Fool (uitgebracht in oktober 1952), Good Lovin' (top tien r&b-hit november 1953) en Little Mama / Lovey Dovey (opgenomen in september 1953 met Charlie White op leadvocals). Tegen het einde van 1953 was White vervangen door Billy Mitchell. Buddy Bailey werd in mei 1954 uit het leger ontslagen en voegde zich weer bij de groep. De publicaties I've Got My Eyes on You en Your Cash Ain't Nothin' But Trash (met Billy Mitchell als leadzang) stonden in de top 30 van best verkochte r&b-platen uit 1954. Lovey Dovey blijkt de meest succesvolle publicatie van The Clovers van dat jaar te zijn.
The Clovers bleven opnemen met Bailey en Mitchell die nu de lead vocals deelden. De single Blue Velvet / If You Love Me werd uitgebracht in februari 1955. In april nam de groep vier nummers op. De twee nummers Nip Sip / If I Could Be Loved By You van die sessie werden in augustus uitgebracht en kwamen in september 1955 in de top 20 van de r&b-hitlijst terecht. Devil or Angel werd uitgebracht in januari 1956 en kwam in februari in de top vijf van de r&b-hitlijst terecht. Hun volgende publicatie Love, Love, Love (opgenomen in maart 1956), kwam in juni in de r&b-top tien en bereikte de top 50 van de nationale hitparade in augustus. In april 1957 regelde Quincy Jones vijf nummers voor de groep, waarvan er twee - So Young en III Love You - werden uitgebracht als een dubbele a-zijdige single bij Atlantic Records, terwijl Pretty Pretty Eyes, Baby Darling en Shakin' niet werden uitgebracht. Krefetz verliet Atlantic en richtte in juni 1957 Poplar Records op. Het contract van The Clovers bij Atlantic liep af in juli 1957 en Krefetz contracteerde Mitchell in september als soloartiest bij zijn Poplar-label. In februari 1958 bevestigde Krefetz dat Mitchell zou blijven opnemen met The Clovers en zijn solocarrière bij Poplar zou voortzetten. Krefetz contracteerde in mei 1958 The Clovers bij Poplar Records. Poplar werd in 1959 gekocht door United Artists Records. The Clovers, nu onderdeel van de acts van United Artists, gingen de studio in voor hun eerste UA-opnamesessie in juni 1959, wat in juli resulteerde in het uitbrengen van Love Potion No. 9 met Billy Mitchell op leadvocals. Love Potion No. 9 (geschreven door Jerry Leiber en Mike Stoller) werd de grootste hit uit hun carrière, met een piek op nummer 23 in de Billboard Hot 100 van november 1959.

### 1961 tot heden
In 1961 liep hun United Artists-contract af en verhuisden ze naar Winley Records. Het label werd in 1956 opgericht door Paul Winley, de broer van de bassist Harold Winley van The Clovers. Paul Winley had liedjes geschreven voor de groep (vóór hun verhuizing naar zijn label), Big Joe Turner en Ruth Brown. Winley Records had ook de nummers Nobody's Fault But Mine / Dearest To Me (1958) uitgebracht met de voormalige Clovers-zanger Charlie White. Hun verblijf bij Winley Records bleek echter niet succesvol en ze ontbonden in 1961.
De ontbinding resulteerde in de oprichting van twee nieuwe groepen. John 'Buddy' Bailey ging door met opnemen voor Winley Records en bracht in 1961 They're Rockin Down the Street / Be My Baby uit, toegeschreven aan The Fabulous Clovers met Bailey. Harold Lucas en Billy Mitchell vormden een nieuw kwartet met James 'Toy' Walton en Robert Russell, die in oktober 1961 vier nummers voor Atlantic opnamen, wat resulteerde in het uitbrengen in december van de dubbelzijdige single Drive It Home / The Bootie Green, toegeschreven aan The Clovers. Mitchell vertrok in 1962 en werd vervangen door Roosevelt 'Tippie' Hubbard. Met Hubbard op leadvocals, nam de Lucas-groep platen op als Tippie and the Clovermen en Tippie and the Clovers voor Tiger Records, een dochteronderneming van Rust Records. In december 1962 werd Bossa Nova Baby (geschreven door Leiber en Stoller) / The Bossa Nova uitgebracht ten gunste van Tippie and the Clovers. Ook uitgebracht in 1962 bij Stenton Records was Please Mr Sun / Gimme Gimme Gimme, toegeschreven op Tippie & the Clovermen. John Bailey's groep, tegen die tijd bestaande uit Nathaniel Bouknight, Peggy Winley Mills (zus van Paul en Harold Winley) en Ann Winley (vrouw van Paul Winley), nam op voor Porwin Records, een ander Winley-label. In juni 1963 brachten ze One More time / Stop Pretending uit, toegeschreven aan The Clovers met Buddy Bailey. Tegen het einde van 1963 hadden Harold Lucas, John Bailey en Harold Winley The Clovers hervormd. Het trio bleef iets meer dan een jaar bij elkaar, waarbij Harold Winley vertrok na hun optreden in het Apollo Theatre op 1 januari 1965.
De remake van Love Potion No. 9 van The Searchers, uitgebracht aan het einde van 1964, werd een Amerikaanse top-vijf hit in januari 1965 en deed de belangstelling voor de oorspronkelijke opname van The Clovers weer opleven. Nummers uit de Winley en Porwin-catalogus (inclusief een opnieuw opgenomen versie van Love Potion No. 9 met Buddy Bailey) werden in licentie gegeven aan Pickwick International Records (een Brits budgetlabel), dat het album The Original Love Potion No. 9 door The Clovers uitbracht. In april 1965 gingen Bailey en Lucas de opnamestudio in met Robert Russell (bas) en Jimmy Taylor (tenor), wat resulteerde in het uitbrengen van He Sure Could Hypnotize / Poor Baby bij Port Records. De plaat had weinig succes en Lucas en Bailey ontbonden dat jaar het project.
John Bailey formeerde een groep en nam Devil or Angel en Love Potion No. 9 opnieuw op, beide als singles uitgebracht bij Lana Records in 1965 en toegeschreven aan The Clovers. Lucas en Russell haalden Tippie Hubbard en Toy Walton terug en voegden het vijfde lid Al Fox toe. In 1966 nam de groep vier nummers op als Tippie & The Wisemen voor Shrine Records. Datzelfde jaar veranderden Tippie & The Wisemen hun naam in The Clovers. Harold Winley begon in 1968 een groep met Bobby Adams, Johnny Taylor en Ray Loper, die opnamen maakten voor Josie Records en in 1968 Try My Lovin' On You / Sweet Side of a Soulful Woman uitbrachten, toegeschreven aan The Clovers.Robert Russell overleed in 1969 en Lucas nodigde John Bowie uit om mee te doen. In oktober 1975 brachten Lucas, Tippie Hubbard, Toy Walton en Bowie het disconummer Bump Jive uit bij Aladdin Records, toegeschreven aan The Clovers. Kort na de opname overleed Walton en werd Johnny Mason uitgenodigd om zich bij de Lucas-groep aan te sluiten. Harold Winley trad in 1976 toe tot The Ink Spots van Jimmy Nabbie en bleef bij hen tot de formatie van The Original Clovers met Harold Winley in 2009. Steve Charles trad in 1978 toe tot de Lucas-groep. In oktober 1981 vroegen Harold Lucas, John Bowie, Johnny Mason en Steve Charles het handelsmerk The Clovers aan, die in november 1982 werd geregistreerd (serienummer 73333530) (vernieuwd in 2002). Roosevelt 'Tippie' Hubbard overleed in 1982.
In mei 1988 nam de Lucas-groep (Steve Charles, Johnny Mason, Harold Lucas en John Bowie) Drive It Home (bijgeschreven op The Clovers) opnieuw op voor Ripete Records, een klein onafhankelijk label gevestigd in Elliott, SC, die het dat jaar als single uitbracht, speciaal voor de Carolina Beach Music-markt. John Bailey, Harold Lucas, Matthew McQuater en Harold Winley traden in oktober 1988 samen op bij de Rhythm and Blues Foundation show (een in Washington D.C. opgerichte organisatie die in 1988 begon om artiesten te promoten en te ondersteunen) in Austin om geld in te zamelen voor Bill Harris, die ziek was geworden. Bill Harris (gitaar) overleed op 6 december 1988 op 63-jarige leeftijd in Washington D.C.
Steve Charles was eind 1990 met pensioen gegaan en Chuck Battle werd uitgenodigd om zich bij de Lucas-groep aan te sluiten. Battle vertrok in 1992 en werd vervangen door Preston Monroe, die later werd vervangen door David Warren. Lucas werd ziek en stopte in 1993 met toeren en Richie Merritt werd uitgenodigd om zich bij de groep aan te sluiten als zijn vervanger. Harold Lucas overleed op 6 januari 1994 op 61-jarige leeftijd in Washington D.C. John 'Buddy' Bailey overleed op 3 februari 1994 in Las Vegas. Voorafgaand aan zijn dood trad Bailey solo op, waarbij hij ervoor koos om te werken met de gevestigde doowop-groep The Calvanes (waaronder voormalig Bailey-Clovers-lid Bobby Adams) en optredens met The Ink Spots. Johnny Mason, David Warren, John Bowie en Richie Merritt traden op in de PBS-special Doo Wop 51 in mei 2000, die in augustus voor het eerst werd uitgezonden bij de zender WQED uit Pittsburgh, gevolgd door een nationale publicatie in december. Matthew McQuater overleed op 19 december 2000 op 73-jarige leeftijd in Dallas. Johnny Mason had in oktober 2001 een aanvraag ingediend voor het gebruik van het handelsmerk The Clovers (de zaak werd in november 2002 stopgezet). John Bowie overleed in 2002. Billy Mitchell, die de hoofdrol had gezongen op Love Potion No. 9, óverleed op 5 november 2002 op 71-jarige leeftijd in Washington D.C. Richie Merritt verliet de groep in 2002 en zijn laatste optreden was de VGHOF-introductieceremonie. David Warren vertrok kort daarna. Mason leidt momenteel een nieuwe groep met voormalig lid Ron Reace van The Flamingoes, William Rawlings en Antwan Drayton. In 2009 diende King Raymond Green een aanvraag in voor het handelsmerk The Original Clovers met Harold Winley, die een schorsing kreeg. Op 11 oktober 2013 kondigden Steve Charles (Charles Stevens), een lid van The Clovers-groep geformeerd door Harold Lucas en Harold Winley aan dat er een juridische overeenkomst was bereikt waardoor beide partijen kunnen blijven optreden onder de naam The Clovers.

## Onderscheidingen
In 1989 kregen The Clovers de Pioneer Award van de Rhythm and Blues Foundation. In 2002 werden ze opgenomen in de Vocal Group Hall of Fame en de United in Group Harmony (UGHA) Hall of Fame.

## Discografie

### Singles
Rainbow Records
- 1950: Yes Sir, That's My Baby / When You Come Back to Me

Atlantic Records
- 1951: Don't You Know I Love You / Skylark
- 1951: Needless / Fool, Fool, Fool
- 1952: One Mint Julep / Middle Of The Night
- 1952: Ting-A-Ling / Wonder Where My Baby's Gone
- 1952: I Played the Fool / Hey Miss Fannie
- 1953: Yes, It's You / Crawlin'
- 1953: Here Goes A Fool / Good Lovin'
- 1953: Comin' On / The Feeling Is So Good
- 1954: Lovey Dovey / Little Mama
- 1954: I've Got My Eyes On You / Your Cash Ain't Nothin' But Trash
- 1954: I Confess / Alrighty Oh Sweetie
- 1954: Blue Velvet / If You Love Me
- 1955: Love Bug / In The Morning Time
- 1955: Nip Sip / If I Could Be Loved By You
- 1956: Devil Or Angel / Hey Doll Baby
- 1956: Love, Love, Love / Your Tender Lips
- 1956: From The Bottom Of My Heart / Bring Me Love
- 1956: Baby Baby, Oh My Darling / A Lonely Fool
- 1957: Here Comes Romance / You Good Looking Woman
- 1957: I I I Love You / So Young
- 1957: Down In The Alley / There's No Tomorrow
- 1958: Wishing For Your Love / All About You

Poplar Records
- 1958: The Gossip Wheel / Please Come On To Me
- 1958: The Good Old Summertime / Idaho

United Artists Records
- 1959: Old Black Magic / Rock And Roll Tango
- 1959: Love Potion # 9 / Stay Awhile
- 1960: One Mint Julep / Lovey
- 1960: Easy Lovin' / I'm Confessin' That I Love You
- 1960: Yes It's You / Burning Fire
- 1961: Have Gun / The Honeydripper

Winley Records
- 1961: Wrapped Up In A Dream / Let Me Hold You
- 1962: Be My Baby / They're Rockin' Down The Street
- 1962: Gotta Quit You / I Need You Now

Tiger Records
- 1962: Bossa Nova, Baby / The Bossa Nova (My Heart Said) (Tippie & Clovers)